# Luis Castillo Fuenzalida
Luis Benito Castillo Fuenzalida (Santa Cruz, 21 de marzo de 1957) es un médico y político chileno. 
Fue subsecretario de Redes Asistenciales desde el 22 de junio de 2010 hasta el 11 de marzo de 2014, durante el primer gobierno de Sebastián Piñera, y reasumió el mismo cargo el 10 de agosto de 2018, durante el segundo gobierno de Sebastián Piñera, renunciando el 11 de julio de 2019 tras unas polémicas declaraciones.

## Biografía
Es hijo de Romilio Octavio Castillo Marambio y Gertrudis Tatiana Fuenzalida Ibarra.
Luis Castillo es un médico cirujano magíster en anestesiología titulado en la Pontificia Universidad Católica de Chile (PUC). Tiene un diplomado de la Universidad de Ginebra por medicina intensiva y otro de la Universidad Adolfo Ibáñez (UAI) por Gestión de Negocios. Fue decano de la Facultad de Medicina de La Universidad San Sebastián (USS) e investigador del Centro Latinoamericano de Políticas Económicas y Sociales UC hasta el 9 de agosto de 2018.
Asumió el 22 de junio de 2010 como subsecretario de Redes Asistenciales hasta el 11 de marzo de 2014 durante el primer gobierno de Sebastián Piñera. El 10 de agosto de 2018 asumió el mismo cargo, ahora bajo el segundo gobierno de Sebastián Piñera, donde se mantuvo hasta su renuncia el 11 de julio de 2019. Fue sucedido por Arturo Zúñiga.
Actualmente se desempeña como Decano de la Facultad de Ciencias de la Salud en Universidad Autónoma de Chile.

## Controversias
Castillo fue ampliamente criticado por haber negado la existencia de una autopsia del presidente Eduardo Frei Montalva por más de 20 años.
Un sumario realizado por el Ministerio de Salud del año 2018 determinó que, mientras ejerció como subsecretario de Redes Asistenciales entre los años 2010 y 2014, jugó un rol crucial en gestiones que generaron sobrecostos por miles de millones de pesos en la construcción de 14 obras hospitalarias. Una comisión investigadora de la Cámara de Diputados concluyó que la intervención de la Subsecretaría de Redes Asistenciales estuvo fuera de sus facultades, lo que configuraba responsabilidad administrativa en el caso del exsubsecretario Castillo.
El 11 de julio de 2019, Castillo emitió una declaración vía Twitter sobre los pacientes que van a solicitar hora a los consultorios, la que fue rechazada transversalmente. Unas horas después pidió disculpas por el mismo medio. Al final del día, Castillo presenta su renuncia al cargo.